# 割愛
| ウィキペディアには「割愛」という見出しの百科事典記事はありません（タイトルに「割愛」を含むページの一覧/「割愛」で始まるページの一覧）。 代わりにウィクショナリーのページ「割愛」が役に立つかもしれません。 |